# كلاي كريستيانسن (كاتب ترانيم)
كلاي كريستيانسن (بالإنجليزية: Clay Christiansen)‏ هو كاتب ترانيم أمريكي، ولد في 1949 في إميري في الولايات المتحدة.